# Hartmut Flöckner
Hartmut Flöckner (Berlín, República Democrática Alemana, 27 de junio de 1953) es un nadador alemán retirado especializado en pruebas de estilo libre y estilo mariposa, donde consiguió ser subcampeón olímpico en 1972 en los 4 x 100 metros estilos.

## Carrera deportiva
En los Juegos Olímpicos de Múnich 1972 ganó la medalla de plata en los 4 x 100 metros estilos (nadando el largo de mariposa), con un tiempo de 3:52.12 segundos, tras Estados Unidos (oro) y por delante de Canadá (bronce), siendo sus compañeros de equipo los nadadores: Roland Matthes, Klaus Katzur y Lutz Unger.